# R.K. 纳拉扬

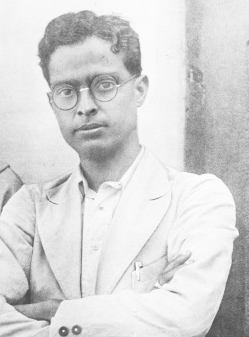
R.K. 纳拉扬

R.K. 纳拉扬（1906年10月10日 - 2001年5月13日）  ，是一位印度作家和小说家。格雷厄姆·格林是他的导师兼朋友。R.K. 纳拉扬曾獲頒莲花赐勋章和莲花装勋章。  纳拉扬以印度南部虛構的城市马尔古迪為背景创作了14部小说和8部短篇小说集。